# Roní
Roní és un poble del terme municipal de Rialp, a la comarca del Pallars Sobirà. Pertanyia al terme primigeni de Rialp.
Està situat a 1.080,9 metres d'altitud, en una petita elevació que és el final d'una carena que baixa del sud-est, el cim de la qual és la muntanya de Santa Fe. Domina la riba esquerra de la Noguera Pallaresa, aigua avall de la confluència amb el Romadriu. És a l'extrem de ponent de la Costa de la Sola de la Sabata.
El poble s'ha modernitzat recentment, atesa la seva proximitat a les pistes d'esquí de Port-Ainé.
Roní té l'església de Sant Cristòfol, així com el petit santuari de Sant Miquel de Roní.

## Etimologia
Es tracta d'un topònim preromà, iberobasc, segons Joan Coromines. L'eminent filòleg dona com a conjectures el basc erroi (corb), o bé arro (barranc), amb el sufix -ui, de caràcter col·lectivitzador.

## Geografia

### El poble de Roní
El poble és arraïmat en un coster, a l'extrem d'una petita carena, amb una diferència de 50 metres d'altitud entre les cases més baixes i les més altes. Estan organitzades pràcticament a partir d'un sol carrer central, el Carrer Major, amb una plaça al bell mig. L'església de Sant Cristòfol i el cementiri parroquial són a l'extrem nord-est del poble.

#### Les cases del poble[2]
| - Casa Ardit - Casa Batistó - Casa Cabaler - Casa Caïdet - Casa Caïdo - Casa Catina - Casa Cisco - Casa Cristòfol - Casa Curt - Casa Viudo - Casa Esparrica - Casa Ferrer - Casa Frare - Casa Jan - Casa Janret - Casa Jaumillo - Casa Jepet - Casa Jepo | - Casa Joan del Jan - Casa Llaunet - Casa Llaurenç - Casa Lleó - Casa Maciana - Casa Miquel - Casa Miqueló - Casa Pasqual - Casa Patró - Casa Serol |  |  |

## Història

### Edat moderna
En el fogatge del 1553, Roni i Berini declaren conjuntament 2 focs laics, uns 10 habitants.

### Edat contemporània
Pascual Madoz dedica un article del seu Diccionario geográfico... a Roní. Hi diu que és una localitat agregada al municipi de Rialp. Està situat a l'esquerra de la Noguera Pallaresa, sobre un turó molt ventilat exposat al vent del nord. Tenia en aquell moment 25 cases i l'església parroquial de Sant Cristòfol, de la qual depèn l'església de Beraní. Les terres són en general aspres i muntanyoses, amb pocs arbres. S'hi collia sègol, patates i herba. S'hi criava tota mena de bestiar, especialment vacum. Hi havia molta caça de llebres i perdius. Comptava amb 14 veïns de cadastre (caps de casa) i 83 ànimes (habitants).

## Comunicacions
Roní no disposa de cap mena de mitjà de transport col·lectiu públic. S'hi accedeix per una pista rural asfaltada de 4,8 km. de recorregut, la Carretera de Roní, que arrenca del punt quilomètric 133,8 de la carretera C-13, a prop i al nord-est d'on la carretera passa de la riba dreta a l'esquerra de la Noguera Pallaresa, al costat nord-est dels Xalets dels Notaris. Roní és a 6,7 quilòmetres del seu cap municipal, la vila de Rialp.